# Frigyes Bán
Frigyes Bán (ur. 19 czerwca 1902 w Koszycach, zm. 30 września 1969 w Budapeszcie) – węgierski reżyser i scenarzysta filmowy.

## Życiorys
Był synem Károlya Bellera i Emilii Groch. Ukończył szkołę wojskową, ale nie został żołnierzem. W latach 20. postanowił zająć się filmem. Przeniósł się do Budapeszteńskiej Fabryki Filmu, gdzie rozpoczął pracę jako asystent.
W latach 30. pracował jako montażysta i scenarzysta, grał także drobne role aktorskie. Swój pierwszy samodzielny film nakręcił w 1939.
W 1948 wyreżyserował obraz Piędź ziemi, który odniósł międzynarodowy sukces. Na Międzynarodowym Festiwalu Filmowym w Karlowych Warach otrzymał nagrodę za film biograficzny Semmelweis (1953). W 1967 zaczął kręcić Szalone wakacje, ale nie zdołał ich dokończyć. Uległ wypadkowi samochodowemu i zmarł 30 września 1969 w Budapeszcie.

### Małżeństwa
Jego pierwszą żoną była aktorka i scenarzystka Kató Timár. Para pobrała się w Budapeszcie 27 maja 1934, a następnie rozwiodła w 1955. Jego drugą żoną została aktorka Éva Vass.

## Filmografia
- Mátyás rendet csinál (1939)
- Zavaros éjszaka (1940)
- Az utolsó dal (1941)
- Kadétszerelem (1941)
- Háry János (1941)
- Egy éjszaka Erdélyben (1941)
- 5-ös számú őrház (1942) – również scenarzysta
- Valahol Oroszországban (1942)
- Az éjszaka lánya (1942)
- Csalódás (1942)
- Tengerparti randevú (1943)
- Legény a gáton (1943)
- Éjjeli zene (1943)
- A három galamb (1944)
- Azért is maradok (1944)
- Üsd pofon! (1944)
- Mezei próféta (1947) – również scenarzysta
- Piędź ziemi – Talpalatnyi föld (1948)
- Úri muri (1949)
- Felszabadult föld (1950) – również scenarzysta
- Chrzest bojowy – Tűzkeresztség (1951)
- Első fecskék (1952)
- Obrońca życia – Semmelweis (1952)
- Porucznik Rakoczego – Rákóczi hadnagya (1953)
- A császár parancsára (1956)
- Zsebek és emberek (1956)
- Csendes otthon (1957)
- Csigalépcső (1957)
- Parasol św. Piotra – Szent Péter esernyője (1958) – również scenarzysta
- Biedni bogacze – Szegény gazdagok (1959) – również scenarzysta
- Mezalians – Rangon alul (1960)
- Napfény a jégen (1961)
- Felmegyek a miniszterhez (1961)
- A pénzcsináló (1964)
- Kár a benzinért (1964)
- Mętna woda – Büdösvíz (1966)